# 月球7号
月球7号（俄语：Луна-7）是苏联于1965年10月4日（UTC时间07:55:00）发射的无人月球探测器。苏联航天部门计划让它在月球上实现软着陆，但未能成功。
由于制动火箭的过早点火和过早关机，月球7号于1965年10月7日（UTC时间22:08）在月面最大的月海风暴洋上撞毁。
後來的調查表明，天文導航系統的光學傳感器被設置在錯誤的角度，在關鍵的姿態控制機動過程中失去了對地球的視線。 這是Ye-6計劃連續第十次失敗。